# União das Freguesias de Canedo de Basto e Corgo
Die União das Freguesias de Canedo de Basto e Corgo  ist eine portugiesische Gemeinde (Freguesia) im Kreis (Concelho) Celorico de Basto, Distrikt Braga, im Nordwesten Portugals.

## Geschichte
Die Gemeinde entstand im Zuge der Gebietsreform vom 29. September 2013 durch die Zusammenlegung der ehemaligen Gemeinden Canedo de Basto und Corgo.
Canedo de Basto wurde Sitz der neuen Verwaltung.

## Demographie

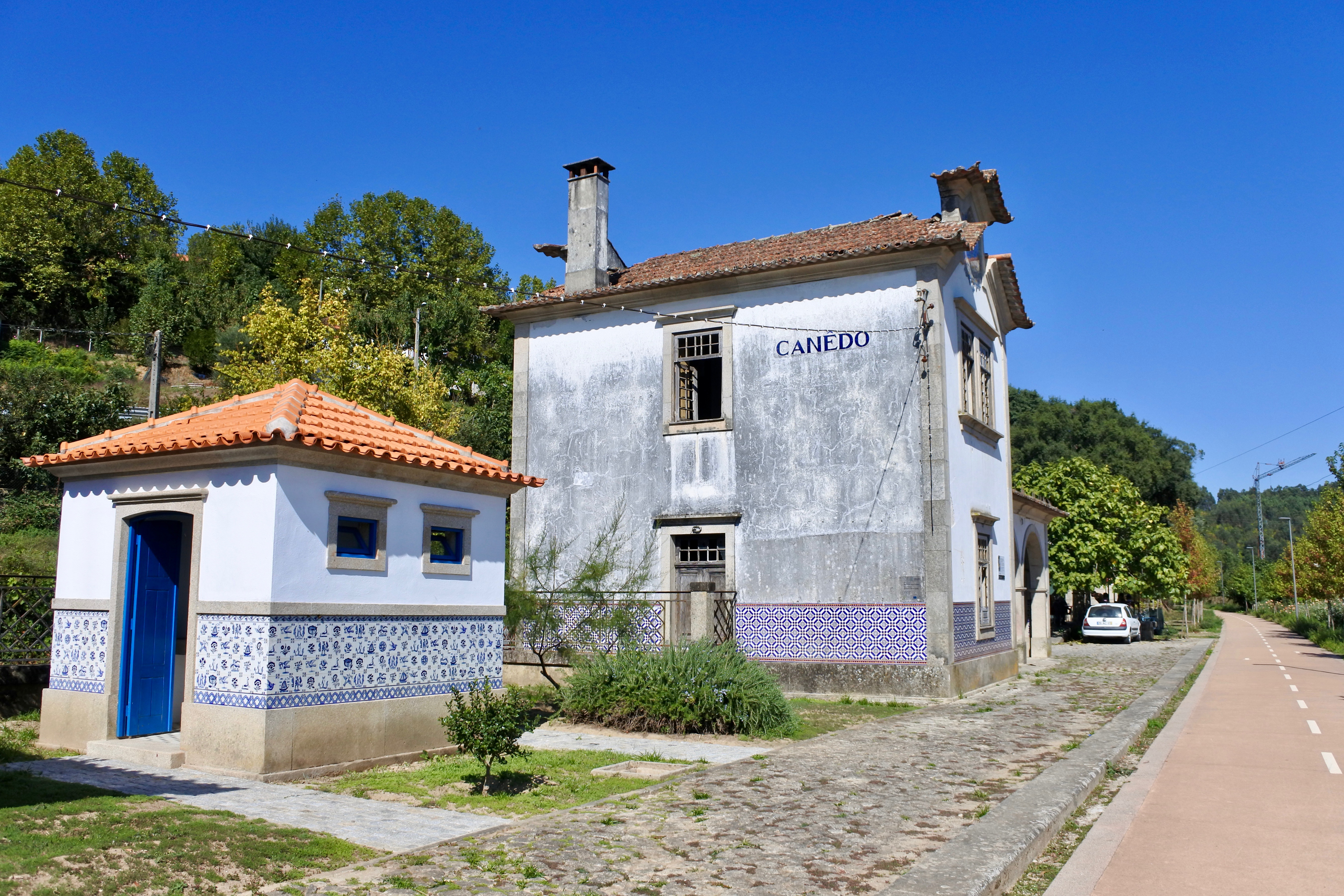
Der ehemalige Bahnhof von Canedo de Basto

| Freguesia | Freguesia               | Freguesia | Freguesia       | ehemalige Freguesias | ehemalige Freguesias | ehemalige Freguesias | ehemalige Freguesias |
| --------- | ----------------------- | --------- | --------------- | -------------------- | -------------------- | -------------------- | -------------------- |
| Wappen    | Freguesia               | Einwohner | Fläche in (km²) | Wappen               | Freguesia            | Einwohner            | Fläche in (km²)      |
|           | Canedo de Basto e Corgo | 1101      | 13,23           |                      | Canedo de Basto      | 1010                 | 9,98                 |
|           | Canedo de Basto e Corgo | 1101      | 13,23           | Corgo                | 320                  | 3,25                 |                      |